# Amandine
Amandine, svensk musikgrupp med kontrakt hos brittiska Fat Cat Records.
Musikstilen beskrivs av svenska kritiker som skör svensk vemodig countrymusik i Christian Kjellvanders anda. Brittiska kritiker har kallat det amerikansk folkmusik.

## Historia
Fröet till gruppen bildades 2001 i Sandviken under namnet Wichita Linemen. Efter byte av vissa bandmedlemmar och en flytt till Umeå formades dagens band, men det var först under hösten 2004 när bandet flyttade söderut till Malmö som de bytte namn till Amandine.
Under våren 2004 hade bandet spelat in en demoskiva och skickat ut den till olika skivbolag och i slutändan blev det hos Fat Cat Records man skrev kontrakt. Redan nästa vår, april-maj, gjordes inspelningarna till deras debutalbum This is where our hearts collide och skivan släpptes senare i november samma år.

## Bandmedlemmar

### Nuvarande
- John Andersson – Piano, glockenspiel och dragspel
- Andreas Bergqvist – Trummor och slagverk
- Olof Gidlöf – Sång, gitarr, banjo och trumpet
- Andreas “Bosse” Hedström – Bas, bakgrundssång
- Kristina Lundin - fiol, bakgrundssång

### Tidigare medlemmar
- Andreas Wengelin - Bas
- Dan-Erik Westerlind - Trummor och slagverk

## Diskografi
Datumen anger datum för skivsläpp i Europa om inte annat anges. Länkar till recensioner.
- Halo 7 inch (CDM) - 10 oktober 2005
- This is where our hearts collide - 14 november 2005
- Leave out the sad parts (EP) - 21 mars 2006 (enbart släppt i USA)
- Waiting for the light to find us (EP) - 9 oktober 2006
- Solace in sore hands - 16 april 2007
- Silence Of A Falling Star (singel) - 24 mars 2008